# りそな銀行
株式会社りそな銀行（りそなぎんこう、英語: Resona Bank, Limited）は大阪府大阪市中央区に本店を置く、りそなホールディングス傘下の都市銀行。大阪府の単独指定金融機関。

## 概要
旧野村財閥の財閥系都市銀行である大和銀行と、旧貯蓄銀行の協和銀行および地方銀行の埼玉銀行を源流とする都市銀行であるあさひ銀行の合併により誕生した。国内においては3大メガバンクに次ぐ規模を有する銀行であり、りそなグループの中核を担う。存続会社は大和銀行であり、金融機関番号や本店所在地、SWIFTコードも大和銀行からそのまま引き継いでいる。
行名の「りそな」とはラテン語の「Resona（＝共鳴せよ、響きわたれ：動詞 Resono の二人称単数命令法現在形）」から取られており、「お客さまの声に耳を傾け、共鳴し、響き合いながら、お客さまとの間に揺るぎない絆を築いていこう」という意図が込められている。りそなホールディングスのWebサイトにも、このことが述べられている。一部で「理想な銀行」の意味であるとする説明の記事がみられるが、誤りである。
旧大和銀行は戦前の旧商号である野村銀行時代より一貫して、信託併営を継続している唯一の都市銀行であり、りそな銀行となった今でも唯一の存在である。信託業務を営むため、宅地建物取引業法第77条の信託会社・信託銀行に関する特例が適用されており、宅建業の届出番号は国土交通大臣届出第5号となっている。信託部門は、りそな信託銀行（旧・大和銀信託銀行）として一時分社化したが、2009年に再統合されている。
大手証券会社の野村證券（野村ホールディングス）は大和銀行（旧野村銀行）の証券部が分離・独立して誕生した。旧大和銀行は同じく大阪に本店を置く三和銀行、住友銀行と並んで在阪三大都市銀行の一角をなしていた。旧大和銀時代から国会の議員会館内に衆議院支店(店番:328)・参議院支店(店番:329)を持つ銀行であるため、国会議員に対する融資などを通じて永田町との関係が深い銀行とされる。
以前は有人店舗の窓口営業が他行と同様に15:00迄であったが、営業改革を経て現在は17:00まで窓口を開く独自の経営を確立していることで知られる。

## 営業拠点
2025年3月現在、全国に325店舗を展開しているが他の都市銀行に比べ店舗数は少ない。47都道府県のうち25都道府県に店舗を展開する。店舗統廃合を進めており、法人営業店舗や店頭サービス店舗等に分類されている。
- 埼玉県内は旧大和銀行店舗の朝霞台支店のみ（埼玉県の旧あさひ銀行店舗は埼玉りそな銀行）
- 四国は高知支店の廃止以後は店舗外ATMのみとなっており有人店舗は存在しない。
- 政令指定都市の中では新潟市、静岡市、岡山市に店舗がない[注釈 2]。
- 大阪営業部（本店）
  - 大阪市中央区にあるりそなグループ大阪本社ビル（旧大和銀本店）に置かれている。登記上の本店もこちらに置く。以前は、持株会社の本社（2本社制のため、登記上の本店）も置かれていたが、持株会社の登記上の本店は現在、東京都に移転している。りそな銀の前身行のひとつである大和銀行（野村銀行）の創業時より長きに渡って同一所在地に置かれている本店である。財閥解体で名称変更した旧野村銀行は野村財閥の中軸であり、野村合名（旧野村財閥）も同住所に住所を置いていた。
- 東京営業部
  - 東京都千代田区丸の内にあるJPタワーに置かれている。埼玉りそな銀行東京支店も同じ場所にある[4]。以前は、旧あさひ銀本店（旧協和銀行本店）が入居していた千代田区大手町のりそな・マルハビルに東京本部・埼玉りそな銀行東京支店と共に置かれていたが、2010年にビルを三菱地所・新日本石油（現・ENEOS）へ売却。賃料コスト削減のため、都市銀行の東京中枢拠点としては異例の千代田区外にある住友不動産飯田橋ファーストビルに移転したが、2022年11月に再び移転した[4]。
- 新都心営業部
  - 東京都新宿区西新宿にある西新宿パークウエストビルに置かれている。旧あさひ銀行新都心営業部。後に新宿西口支店（旧あさひ銀行新宿西口支店）、新宿新都心支店（旧大和銀行新宿新都心支店）を統合した。さらに、新宿支店（旧あさひ銀行新宿支店）の窓口もブランチインブランチとして取り込んでいる（法人営業は従来地に存置）。
- 新奈良営業部
  - 奈良市にあるJR奈良駅NKビルに置かれている。同行の前身行のひとつである奈良銀行本店営業部が、合併に伴い、2006年1月1日に新奈良営業部に改称した。なお、奈良支店（旧あさひ店）との店舗統合から現在地移転までの新奈良営業部は暫定的にりそな銀行旧奈良支店跡地に置かれており、旧奈良銀本店は解体された。2022年には天理支店（旧奈良銀行店舗）をブランチインブランチとして取り込んでいる。

### 以前存在した拠点
- 大手町営業部
  - 東京都千代田区大手町の大手町野村ビルに置かれていた。
  - 旧野村銀行東京支店時代（丸の内野村ビル）の旧大和銀行の東京営業部である。
  - 合併直前に大手町営業部に改称。東京営業部とブランチインブランチ後、正式に統合された。本店同様、旧大阪野村銀行時代から同一所在地で歴史的に長く入居していたが、東京本部と統合と同時に消滅し、共同自社ビルも売却された。
- 大阪中央営業部
  - 大阪市中央区伏見町のあさひ銀大阪ビルに置かれていた。旧あさひ銀（旧協和 / 旧大阪貯蓄銀行本店）の大阪営業部である。合併直前に大阪中央営業部に改称。大阪営業部とブランチインブランチ後、正式に統合され自社ビルも売却された。

大和銀行、あさひ銀行合併前の2003年（平成15年）3月に、埼玉県内の旧あさひ銀行の店舗は埼玉りそな銀行として分離され、さいたま営業部（埼玉銀行本店→協和埼玉銀行浦和営業部→あさひ銀行浦和営業部→あさひ銀行さいたま営業部）については、埼玉りそな銀行のさいたま営業部（本店）となっている。八重洲に所在した旧埼玉銀東京営業部は、りそな銀東京中央支店として現在も存続しているが、法人営業と窓口が分割され、現在は日本橋に移転し、空中店舗となっている。
旧奈良銀店舗については、その後、桜川東支店（旧大阪支店）が2006年（平成18年）6月19日付で近接の桜川支店に統合されたが、それ以外の廃止予定は2007年（平成19年）に入るまでなかった。

## スポーツ振興くじ（toto）
2005年12月まではりそな銀行 （開始当初は大和銀であったが、あさひ銀との合併により2003年3月に行名改称）に販売業務を委託し運営されていた。大和銀行からノウハウを学ぶためである。実際の売りさばき管理業務は日本スポーツ振興くじ株式会社に再委託されていた。

## 経営統合までの経緯

### 大和銀行
野村徳七によって大阪野村銀行として創立（昭和に入り野村銀行と改称）、野村財閥の中核銀行として金融激戦地帯である大阪市に本拠地を置いた。戦後財閥解体により野村銀行から商号変更し、大和銀行となる。旧大和銀行は在阪三大都市銀行の一角（残り2つは三和銀行・住友銀行）であった。
（旧安田銀行の富士銀行への商号変更も同様の経緯。住友銀行は財閥解体により大阪銀行と商号を変えるが、その後住友銀行に戻している。）
信託部門併営の唯一の都市銀行であり、信託機能のツール多様性から、大蔵省から「他の都市銀行と同じスタートラインにない。」とみなされ、他の都市銀行のような店舗展開が認められなかった（都市銀行：多店舗展開、信託銀行：少店舗展開）。
徳七の「自主独往」の精神に基づき、どの銀行とも合併をせず交わらなかったことから、都市銀行の規模としては北海道拓殖銀行に次いで下から2番目の規模であった。しかしながら、信託部門は好調であり、年金信託受託残高、遺言信託などは全信託銀行中トップであった。
1995年（平成7年）に同行ニューヨーク支店において、いわゆる大和銀行ニューヨーク支店巨額損失事件が発覚。当時としては、邦銀最大の店舗網を有していたアメリカ合衆国から撤退を余儀なくされたうえ、巨額の罰金も課せられた。この結果、米国内の店舗を住友銀行に譲渡する形で撤退。それと前後して同行との合併が日本経済新聞で報道された。
これにより大和プルダニア銀行（現在のりそなプルダニア銀行）と数ヶ所の駐在員事務所を除いて、国際業務から撤退した。国際金融市場の中心地であるニューヨークからの追放は、当時純利益の3割を米国市場から得ていた同行にとっては、極めて大きな痛手となった。
大和銀行はこのような状況を背にして、総花的経営を見直し、筋肉質な経営基盤の構築に邁進、個人や中小企業を主要な取引対象とし親密な地方銀行をグループ内に取り込む「スーパーリージョナルバンク」構想を打ち出し難局の打開に取り組むこととなった。
先述したように、大阪府の指定金融機関を単独で受託している他、大阪府内の自治体の多くでも指定金融機関を受け持っている。

### あさひ銀行
首都圏の地方銀行との合併を模索する旧埼玉銀行派閥と、他の上位・中位都銀との合併を模索する旧協和銀行派閥の対立が深刻化していたほか、バブル期の拡大戦略が裏目に出て、多額の不良債権を生みだしていた。2001年（平成13年）5月末に海外拠点を東京三菱銀行（現三菱UFJ銀行）へ譲渡することで合意するなどして、リストラの加速化が進んだ。また、旧埼玉銀行→旧あさひ銀行が指定金融機関の指定を受けていた流れから、りそな銀行が小平市、東村山市、清瀬市、東大和市、武蔵村山市、青梅市、あきる野市など多摩地区の一部市の指定金融機関となっている。

### りそなグループの誕生から実質国有化へ
2001年（平成13年）12月、大和銀行は同行の親密地方銀行である近畿大阪銀行と奈良銀行と共に、株式移転により金融持株会社大和銀ホールディングスを設立。各行はその傘下に入りした。同時に、大和銀行が兼営する信託部門のうち、法人向けの年金信託業務を新設した大和銀信託銀行に分割した。続いて2002年（平成14年）3月には、あさひ銀行が株式交換により大和銀ホールディングスの傘下となった。そして、2003年（平成15年）3月には、あさひ銀行の埼玉県内の営業拠点と資産を埼玉りそな銀行に会社分割し、残ったあさひ銀行は大和銀行と合併する形でりそな銀行が誕生した。
みずほ銀行とみずほコーポレート銀行に続き、りそな銀行と埼玉りそな銀行は、世界的に見ても例の少ない合併分割による経営統合を行った。これは、大阪に本店を置く大和銀行にあさひ銀行が吸収されることで、埼玉県内において圧倒的な規模を誇るあさひ銀行の収益基盤が縮小することや、経営方針変更等による地域経済への影響、危惧を考慮し地域に対するコミットメントを明らかにしたものであると言われる。同時に、合併分割によって合併差益による自己資本の増強効果があり、悪化する経営を一時的に救う効果があった。しかし、このような複雑な経営統合方法は後述するシステム問題を含め、スケールメリットを阻害する要因となり、現在もなお経営形態の見直しが議論されている。
発足直後の2003年（平成15年）4月22日、同行の監査を担当する監査法人のうち、合併前の決算を審査するため、新日本監査法人と共同監査を行っていた朝日監査法人（現在の有限責任あずさ監査法人）が、繰延税金資産の取扱をめぐり同行の共同監査を辞退し、決算監査が大幅に遅延する異常事態となった。
残った新日本監査法人は、5月に入り繰延税金資産組み入れの前提となる将来の収益性を疑問視し、りそな銀行の主張する他の都市銀行と同じ繰延税金資産5年分を否定して、3年分の組み入れしか認めない方針を明らかにした。
この判断に基づくと、同行の自己資本比率は、国内基準である4%を下回る、2%台に転落する可能性が出た。そのため5月17日に至り、政府に対して預金保険法第102条第1項第1号に基づく資本注入（第1号処置）を申請した。同日緊急招集された政府・日本銀行による金融危機対応会議において、同行の申請を認め、資本注入並びに同行に対する早期是正措置・業務改善命令が発動された。銀行が破綻する前に公的資金を注入することは竹中プランでも検討中であったものの不良債権処理を早めるために行われた。
政府による、総額1兆9660億円の公的資金注入（正確には預金保険機構による株式取得）は、従来の優先株による無議決権資本注入に加え、額の巨額さや経営再建への影響力を勘案された結果、普通株での資本注入が行われたために、預金保険機構の持ち株の比率が上がり、一時りそな銀行は事実上預金保険機構が筆頭株主となる異常事態が発生、これを実質国有化と呼んでいる。
また、この公的資金注入に関しては株主が責任を問われてない、モラルハザードが生じたという意見もある。

### 初の予防的公的資金注入
りそなへの公的資金注入は本来預金保険法が想定していない金融機関側の要請によって資本注入を行ったために、従来の公的資金注入とは異なり、予防的公的資金注入と呼ばれる。
予防的公的資金注入は、金融機関が過小資本に陥ることによる経営破綻を回避するために行うもので、当時の預金保険法は金融機関による申請や、その適用要件に関して明確な基準が存在しなかった。そのため、申請当時には適用に関して一部から違法性が指摘された。また、金融機関が自主的に公的資金の注入を、予防的かつ自主的に申請できる必要性が認識されたために、後に預金保険法改正の要因となった。加えて、監査法人による決算の否認は、株主や預金者を保護する監査法人の重要性を再認識させ、その後の足利銀行の破綻に見られるように外部監査制度の責任強化につながった。
当時、企業の業績不安と不良債権処理の遅れ、政府の緊縮財政、財政再建政策及び金融機関に対しての厳罰主義から、日本企業の株価は下落を続けていたが、それまでの方針に反してりそな銀行に対して政府が採った機動的な資本注入は、金融機関の不良債権の抜本的処理に向けた小泉政権の強力な意思であると評価され、その後株価は上昇に転じた。
経営体制に関しては、多額の公的資金を注入した経緯から、内部からの経営陣に加え、JR東日本出身の細谷英二会長をはじめとして、外部企業から招聘した経営陣による新経営体制が確立された。これは、伝統的に外部から経営陣を招くことのなかった金融機関にとっては当時の画期的な出来事であり、大企業の経営再建におけるモデルケースとされた。また経営制度では、委員会等設置会社への移行が図られた。

### オンラインシステムの統合に関する経緯
大和銀行は、1994年（平成6年）にIBM製メインフレームで稼動する勘定系システム“ニュートン”（NEWTON）に続き、1996年（平成8年）には情報系システム“ダーウィン”（DARWIN）を稼動させ、第3次オンラインシステムへの移行を終了した。経費節減を目的に自社の保有する勘定系/情報系システムをIBMとの折半出資である「ディーアンドアイ情報システム」（D&I）に移管し、都市銀行としては初めてオンラインシステムをアウトソーシングする戦略を取った。
その後、大和銀行を中核に地域銀行をグループ化する過程において、近畿大阪銀行など傘下銀行にNEWTON/DARWINを水平展開し、グループ間のシステム投資を軽減するシステム戦略が採用され、奈良銀行を皮切りに、近畿大阪銀行への導入が図られることになった。あさひ銀行との経営統合後には、旧あさひ銀行が開発した総合オンラインシステム“キャップ”（CAP。勘定系・情報系共にIBM製メインフレームで稼動。前身は旧協和銀行のオンラインシステム）を破棄し、新たに誕生するりそな銀行/埼玉りそな銀行にもNEWTON/DARWINを採用することが決定された。さらに、りそな銀行・埼玉りそな銀行が誕生した2003年（平成15年）3月には、次期NEWTON/DARWINの完成が間に合わないため、CAPをりそな銀行向けと埼玉りそな銀行向けに2分割（勘定分割）した上で、CAPを現行NEWTON/DARWINとリレーシステムで仮統合した後に、次期NEWTON/DARWINに順次移行するという複雑なシステム統合が計画された。
しかし、2003年（平成15年）の実質的な国有化後、細谷英二会長を中心とする新経営陣は、規模も営業内容も異なる全傘下銀行にNEWTON/DARWINを水平展開するシステム戦略を、主にコスト的な問題から疑問視し、また技術的にも勘定系/情報系システムが不可分な設計であるNEWTON/DARWINは、24時間稼動対応、ハブ・アンド・スポーク型システム（旧来の勘定系中心のシステム構成ではなく、勘定系や情報系の機能をオブジェクト化して切り出し、ハブと呼ばれるデータ統合システムによって接続された多数のサーバに分割する方式）への対応が困難であることを理由に、傘下銀行の次期NEWTON/DARWINへの移行計画を破棄し、りそな銀行と埼玉りそな銀行については、破棄が予定されていた旧あさひ銀行のCAPへの統合を決定した。これに伴い、りそなホールディングスが保有するD&I株式の95%をIBMに譲渡し、IBMとのアウトソーシング契約を解消した。一方、アウトソーシング先として新たにNTTデータが選定され、CAPを運用するあさひ銀ソフトウェア（現NTTデータソフィア）の株式の95%をNTTデータに譲渡した。
CAPをベースとした「統合システム」への移行は、2005年（平成17年）5月から店舗別に5回（旧あさひ銀のシステムの変更を含めると合計6回）に分けて行われ、同年9月12日に全ての店舗においてシステム統合が完了した。また、奈良銀行は「奈良りそな銀行」とする見込みでの当初計画のもと、2003年（平成15年）7月にNEWTON/DARWINへの移行を終えていたが、りそな国有化に伴う経営戦略転換の結果、2006年（平成18年）に奈良銀行自体がりそな銀行へ吸収合併され、この合併と同時に「統合システム」に移行した。近畿大阪銀行は、当初計画でのNEWTON/DARWINへの移行を始める前にりそな国有化となり当初計画は白紙化、旧近畿銀行から引き継いで利用していた独自のシステム（日立メインフレーム）を、NTTデータにアウトソースした上で継続使用して営業していたが、2008年（平成20年）7月22日に「統合システム」へ移行し、同日以後に発行した通帳については当行ATMおよび埼玉りそな銀行ATMでも共通書式として取り扱いが可能となった（ただし、これら2行とは通帳自体は別仕様であるため、繰越は近畿大阪銀行窓口でのみ可能。また、別仕様ゆえに、りそなグループで近畿大阪銀行のみが「総合口座通帳」を発行していることになる。また、廃止店の通帳・カードを継承店名のものに変更せずに利用していたケースおよび旧近畿銀行名のものを継続利用していたケースは強制切替の対象となった）。「統合システム」への移行が終了したりそな銀行においても、信託系システムは依然として並行稼動しているNEWTON/DARWINの周辺システムを利用しており、旧りそな信託銀行を含めて「統合システム」への最終的な信託系システムの移行・統合に関しては白紙状態である。
情報系システムについても、NEWTON/DARWINの周辺システムを利用していたが、2014年8月より切離しが開始され、同11月17日にNTTデータが構築したオープン系システムへのリプレースが完了した。勘定系である「統合システム」についても、2015年1月5日にリプレースが完了している。

### 旧大和銀行システムの売却、ゆうちょ銀行での採用
NEWTON/DARWINは2007年（平成19年）10月1日に郵政民営化によって発足するゆうちょ銀行において、全銀システムへの接続や為替処理、信託業務の展開のために暫定的に採用が決定している。

## 沿革
- 2001年（平成13年）12月 - 大和銀行が、近畿大阪銀行及び奈良銀行との株式移転により、株式会社大和銀ホールディングス（現在の株式会社りそなホールディングス）を設立し、3行はその完全子会社となる。同時に大和銀行の信託業務を分割し、大和銀信託銀行を設立。
- 2002年（平成14年）
  - 3月1日 - あさひ銀行が株式交換により、株式会社大和銀ホールディングスの完全子会社となる。
  - 6月18日 - あさひ信託銀行が株式会社大和銀ホールディングスの完全子会社となる。
  - 10月1日 - 大和銀行を存続会社としてあさひ信託銀行を合併。同時に大和銀信託銀行がりそな信託銀行に改称。
- 2003年（平成15年）
  - 3月1日 - 埼玉りそな銀行へあさひ銀行の埼玉県内の営業を譲渡。大和銀行があさひ銀行を合併し、株式会社りそな銀行に商号変更。
  - 7月1日 - 預金保険機構による株式の引受けにより、りそなホールディングスの完全子会社でなくなる。
  - 8月7日 - りそなホールディングスと株式交換し、再び同社の完全子会社となる。
- 2006年（平成18年）1月1日 - 株式会社奈良銀行を吸収合併（合併後の営業開始日は1月4日）、東京工科大学と地域発展のための包括的連携に関する協定が締結[注釈 4]。

- 2007年（平成19年）11月 - りそな銀行・埼玉りそな銀行・近畿大阪銀行相互間の時間外手数料を無料化[20]。
- 2009年（平成21年）
  - 3月9日 - 新奈良営業部が大安寺支店を統合の上、JR奈良駅NKビルへ移転。
  - 4月1日 - りそな信託銀行株式会社を吸収合併。
  - 11月24日 - 東京本部の移転に先立ち、東京営業部を東京都千代田区大手町のりそな・マルハビルより、東京都文京区後楽の住友不動産飯田橋ファーストビル7Fへ移転。これに伴い、空中店舗化。
- 2010年（平成22年）
  - 3月15日 - 高知支店を廃止。これにより都市銀行で唯一四国に有人店舗の無い銀行となった。
  - 5月6日 - 東京本部を深川ギャザリアへ移転。
- 2011年（平成23年）
  - 2月15日 - 大阪府咲洲庁舎内に、有人出張所・大手支店咲洲出張所（空中店舗）を開設。
  - 3月14日 - 東日本大震災による電力危機に対応するため、仙台支店と浜松支店以外の店舗窓口営業時間を通常の17時までから15時閉店に短縮する措置を実施[21]。3月28日に首都圏以外の店舗は通常営業時間に戻した[22]。
  - 3月22日 - 東日本大震災による電力危機に対応するため、店舗外のりそなクイックロビーを休止[23]。同年5月23日に再開した[24]。
- 2012年（平成24年）9月25日 - 川崎市幸区の新川崎スクエア1階に「新川崎支店」を開設。
- 2014年（平成26年）4月1日 - 大阪市阿倍野区のあべのハルカス32階に阿倍野橋支店セブンデイズプラザあべのハルカス出張所、あべのハルカスローンプラザを開設。
- 2015年（平成27年）
  - 3月31日 - ホーチミン駐在員事務所開設。
  - 4月6日 - 埼玉りそな銀、近畿大阪銀と共にグループ3行間において休日、祝日も含めて24時間の振込決済を実現化[25]。
  - 6月25日 ‐ 親会社であるりそなホールディングスが公的資金を完済[26]。
  - 11月15日 - 約3年ぶりの新店舗として豊洲支店（東京都江東区）を開設[27]。
- 2016年（平成28年）
  - 3月21日 - 大手行では初の個人向け無担保ローンの借り入れ手続きから審査及び融資の実行をネットで完結可能なサービスをグループ3行で開始[28]。
  - 5月16日 - CCCとの提携によって同社が大阪府枚方市で運営を手掛ける複合施設「枚方T-SITE」に枚方支店を移転開業[29][30]。
- 2018年（平成30年）
  - 8月8日 - あきる野支店五日市出張所において、大手銀行としては異例の平日休業（毎週水曜）を実施[31]。
- 2019年（平成31年）
  - 3月までにりそな銀行、埼玉りそな銀行の全支店において住宅ローンや口座開設などの手続きで印鑑を押すことを原則として取りやめる方針が明らかとなる。近畿大阪銀行はシステムの準備が整い次第開始予定[32]。
- 2020年（令和2年）
  - 8月24日 - 高槻富田支店が関西みらい銀行の富田支店の機能を取り込んで2行で店舗共同化。以後、10数店舗を順次共同化。

### 歴代頭取・社長
| 代数  | 氏名     | 在任期間              | 出身校               | 出身行   |
| ----- | -------- | --------------------- | -------------------- | -------- |
| 初代  | 勝田泰久 | 2003年3月 - 2003年5月 | 早稲田大学第一法学部 | 大和銀行 |
| 第2代 | 野村正朗 | 2003年5月 - 2007年6月 | 大阪大学基礎工学部   | 大和銀行 |
| 第3代 | 水田廣行 | 2007年6月 - 2009年6月 | 東京大学文学部       | 協和銀行 |
| 第4代 | 岩田直樹 | 2009年6月 - 2013年4月 | 香川大学経済学部     | 大和銀行 |
| 第5代 | 東和浩   | 2013年4月 - 2020年4月 | 上智大学経済学部     | 埼玉銀行 |
| 第6代 | 岩永省一 | 2020年4月 -           | 明治大学経営学部     | 大和銀行 |

※初代は頭取、2代目以降は社長と呼称。

## 関連会社
- 連結子会社
  - りそなプルダニア銀行
  - りそな・インドネシア・ファイナンス
  - りそなマーチャントバンクアジア
- 持分法適用関連会社
  - 日本カストディ銀行

## 海外拠点
- アメリカ合衆国
  - ロサンゼルス駐在員事務所
- 香港
  - 香港駐在員事務所
- 中国
  - 上海駐在員事務所
- タイ
  - バンコック駐在員事務所
- シンガポール
  - りそなマーチャントバンクアジア
- インドネシア
  - りそなプルダニア銀行
  - りそなプルダニア銀行チカラン出張所
  - りそなプルダニア銀行カラワン出張所
  - りそなプルダニア銀行MM2100出張所
  - りそなプルダニア銀行スラバヤ支店
  - りそなプルダニア銀行バンドン支店
  - りそな・インドネシア・ファイナンス
- ベトナム
  - ホーチミン駐在員事務所
  - ハノイ駐在員事務所（予定）

## 海外提携銀行
- アメリカ合衆国
  - バンク・オブ・ザ・ウェスト
- 香港
  - 東亜銀行
- 中国
  - 東亜銀行
  - 中国銀行
  - 中国建設銀行
  - 中国工商銀行
  - 交通銀行
- 韓国
  - ハナ銀行
- 台湾
  - 兆豊国際商業銀行
  - 玉山銀行
- タイ
  - バンコク銀行(※)
- ベトナム
  - サコム銀行
  - ベトナム投資開発銀行
- ミャンマー
  - ミャンマー・アペックス銀行
- ラオス
  - パブリック銀行
- カンボジア
  - パブリック銀行
- フィリピン
  - リサール商業銀行(※)
  - フィリピン経済区庁
  - BDOユニバンク
- マレーシア
  - パブリック銀行(※)
- シンガポール
  - ユナイテッド・オーバーシーズ銀行
- インド
  - インドステイト銀行
  - アクシス銀行
  - イエス銀行

(※)はりそな銀行社員が駐在(2025年現在)

## 主な商品・サービス

### 総合口座
りそな銀行および埼玉りそな銀行では、総合口座を「りそなリテール口座」と呼称し、通帳を預金種類毎に分割している。なお、通帳自体はりそな銀行・埼玉りそな銀行共通（後に、近畿大阪銀行→関西みらい銀行も同じ冊子を使うようになった）であり、通帳表紙と見開き部の口座番号・名義人と併せて、勘定を置く銀行名が印字されるようになっており、法人（銀行）印影は「りそなグループ」となっている。通帳種類は以下の通り。
- くらしの通帳 - 2009年7月6日発行分から「総合口座普通預金」のみの通帳となっている。記帳頁数は13頁ある。この通帳に「ゆとりの通帳」や「証券口座（公共債保護預かり座相当）」をセットすると、それらの預入残高を担保にして一定額まで「自動貸越サービス」による自動融資（当座貸越）が受けられる。
  - 2009年7月3日以前発行の「くらしの通帳」は貯蓄預金兼用型となっており、普通預金が1 - 8ページ目、貯蓄預金が[注釈 7] 9 - 11ページ目であった。
- ゆとりの通帳 - 総合口座担保定期預金と積立（積立定期預金）で構成され、定期預金が1 - 6ページ目、積立が7 - 11ページ目に記入される。通常、通帳作成時に総合口座定期預金として「くらしの通帳」へセットされるため、預入額の90%・最高200万円まで「くらしの通帳（総合口座普通預金）」の自動貸越サービスが利用できる。
- 貯蓄預金通帳 - 2009年7月6日以降に通帳繰越・紛失などで「くらしの通帳」を発行する場合、新たな「くらしの通帳（総合口座普通預金のみ）」より貯蓄預金が分離される事になったため、改めて発行されるようになった。

### TIMO
2004年（平成16年）より、りそな銀行・埼玉りそな銀行共通で取り扱いが開始された通帳無発行型の普通預金口座である。通帳明細に代わるステートメントの郵送を行わず、りそなダイレクト（インターネットバンキング）上で閲覧する形式では都市銀行初であった。残高によって預金金利が変わる（残高段階型金利）「TIMO普通預金」を採用している。当初は残高などの取引内容に関わらず自行ATMの時間外手数料が無料となる点が特徴であったが、2015年4月で終了した。

### りそなマイゲート
インターネットバンキングである「りそなマイゲート」 を運営している。

### りそなクラブ
給与振込やローン利用、資産残高といった銀行取引に応じてキャッシュバックやポイント移行が可能となるポイントサービスを行っている。

### ビューアルッテATM
2018年7月9日から東日本旅客鉄道（JR東日本）グループの「ビューアルッテATM」384台で平日午前8時45分から午後6時の間、引出し手数料が無料で利用できる。エキナカATMが無料で使えるのはりそな銀行、埼玉りそな銀行のみである。

### キャッシュカード

#### 生体認証ICキャッシュカード（一般）
指静脈認証を採用しており、りそなグループ各社ATMと同方式を利用する提携金融機関ATMで生体認証にて取引できる。
それまで、生体認証ICキャッシュカードを利用する際には新規申込時と更新発行時（5年ごと）に発行手数料として税込1,000円を支払う必要があったが、2008年（平成20年）からは紛失・盗難に伴う再発行を除き無償化された。以降は特に希望しない限り、磁気ストライプのみのキャッシュカードではなく生体認証ICキャッシュカードが発行されている。
また、2017年2月6日よりカード即時発行サービスを一部店舗で開始し、その後全店（口座開設のできない一部出張所・プラザ等を除く）に展開した。対象となるのは生体認証ＩＣキャッシュカード及びりそなデビットカードで、発行事由は問わない。なお、顔写真付きの本人確認書類の提示を要する。
現在は、生体認証登録をした場合、生体認証に対応したグループ内のATMであれば、暗証番号の入力を省略することも可能となっている。

#### りそなカード《セゾン》一体型ICキャッシュカード
クレジット一体型のキャッシュカード。上述の「生体認証ICキャッシュカード」と、クレジットカード（りそなカードがクレディセゾンと提携して発行、国際ブランドはVISAのみ。券面の名称は "Resona Card +S"）機能を併せ持つ。年会費は無料である。有効期限は、発行日または切替日の5年後応当日。

#### RESONARTカード
近畿地方の若者を初めとするリスナーに支持の高いFM局「FM802」と提携し、FM802が実施しているアートプロジェクト「digmeout」（ディグ・ミー・アウト）に参加している 高山泰治（K2―黒田征太郎・長友啓典―出身）などのアーティスト達がオリジナルデザインした普通預金キャッシュカードである。名称はりそな銀行のRESONAとARTを合わせたもの。りそなカードでも採用されていた。
ただし、2009年（平成21年）1月30日を以て新規募集は終了している。
当初は通常の有通帳口座、近畿地方の旧大和銀行支店でのみの採用であったが、後に無通帳型預金口座「TIMO」や旧あさひ店でも扱っている。2004年（平成16年）3月末にスタジオジブリがデザインした「ひびきが丘物語」のキャッシュカードが廃止され、デザインキャッシュカードはRESONARTのみになった。
預金口座の新規開設か、現在開設の口座のキャッシュカードを交換してもらうことで入手可能である。
デザインが年数回更新され、古いデザインのカードは新たに入手できない。また、当初は近畿の旧大和銀行店舗での枚数限定だった。この企画は女性には人気が高いといわれ、新規顧客獲得に成功した。

#### 国際キャッシュカード・Visaデビットカード
2011年（平成23年）5月25日より、りそなVisaデビットカード〈JMB〉 の発行受付を開始した。
2013年（平成24年）7月22日、りそなVisaデビットカード〈オリジナル〉の取り扱いを開始した。このタイプのカードは、先行していたJMB提携カードにはなかった、埼玉りそな銀行および近畿大阪銀行においてもサービスが開始された。
2017年（平成29年）10月2日、りそなVisaデビットカード〈オリジナル・JMB〉について大幅なリニューアルが行われた。
- 名称変更
  - りそなVisaデビットカード〈オリジナル〉は「りそなデビットカード」に、りそなVisaデビットカード〈JMB〉は「りそなデビットカード（JALマイレージバンク機能付）」に改名された。
- 券面デザインの刷新
- Visa payWaveの新規搭載
- 年会費の無償化（りそなデビットカード）
- キャッシュカードのブランドデビット機能標準装備化
  - 大手行としては当時初の試みだった。

生体認証ICキャッシュカード（一般）と同様に、指静脈認証に対応している。

#### 印鑑レス口座
2016年から当行および埼玉りそな銀行で印鑑不要で口座開設できるよう順次改修を始め、2019年に全店で対応完了した。
キャッシュカード認証への置き換えによる業務効率化を目的としており、法令上印鑑必須の一部取引を利用する口座以外は印鑑の届け出が不要となった。
既存の印鑑登録済口座についても、窓口で申し出れば印鑑レス口座に切り替えることができる。

### りそなスマート口座
2016年8月3日（JALマイレージバンク提携サービスは、同年3月21日に先行実施）にサービスを開始した、りそな銀行のインターネット専用口座。2016年8月現在、支店はアルファ支店・ベータ支店のいずれかが割り当てられる。口座の開設から振込・取引確認など、ほぼすべてのサービスをスマートフォンのアプリから行う。
無通帳の総合口座とVisaデビットカード（オリジナル、またはJMB）がセットとなっているため、開設2年目以降はVisaデビットカードの会費が発生するが、一般のりそな銀行で発行されるVisaデビットカードと違い、年間1回の利用があれば会費の支払いが免除される他、デザインもりそなVisaデビットカード〈JMB〉が黒色、りそなVisaデビットカード〈オリジナル〉がりそにゃ柄になっている。

## 利息付与時期
普通預金については、毎日の最終残高1,000円以上について付利単位を100円として、2月・8月の第2金曜日時点で毎日の店頭表示の利率で計算され、翌土曜日付で付与される。
貯蓄預金については、毎日の最終残高1,000円以上について付利単位を1円として、毎月の第2金曜日時点で毎日の最終残高が店頭表示の基準残高以上利率又は基準残高未満利率の別に計算され、翌土曜日付で付与される。

## 不祥事・事件・トラブル

### 顧客情報紛失
- 2005年6月30日 - 28店舗で約10万名の顧客情報を記録したコムフィッシュを紛失したことが判明[42]。
- 2006年1月24日 - 顧客情報が収録されたMO、マイクロフィルムを紛失したことが判明[43]。
- 2006年7月18日 - 43店舗で171,612名の顧客情報を記録したコムフィッシュを紛失したことが判明[44]。
- 2007年7月9日 - 27店舗で約98万件の顧客情報が記載されている資料を紛失したことが判明[45]。
- 2008年2月20日 - 近鉄学園前支店において、ATM利用者延べ15,184人の顧客情報が記録されたCD-Rを紛失したことが判明[46]。
- 2008年5月13日 - 新百合ケ丘支店で本人確認記録書など1772件を紛失したことが判明[47]。
- 2009年7月22日 - 113店舗で伝票、ATMジャーナルなど計約33万件を紛失したことが判明[48]。
- 2012年1月18日 - 10店舗で「指定金銭信託全口座残高等一覧表」など2218件を紛失したことが判明[49]。
- 2012年2月29日 - 3店舗で「税公金納付書控え」など2248件を紛失したことが判明[50]。
- 2013年7月30日 - 長瀬支店において、手形・小切手明細や税公金・公共料金 納付書明細1973件を記録したマイクロフィルムを紛失したことが判明[51]。
- 2014年4月2日 - 千里丘支店、神戸岡本支店において、普通預金の印鑑届395件を紛失したことが判明[52]。
- 2014年4月24日 - 大阪府高石市より受託している口座振替業務で、介護保険料口座振替結果データ13件（10名）を誤って他の地方公共団体に伝送[53]。
- 2014年7月7日 - くずは支店において、顧客情報を含む公金納付書の控え163件を紛失していることが判明[54][55]。

### 顧客情報流出
- 2015年6月8日 - 中目黒支店に来店した特定の顧客情報が中目黒支店に勤務していた従業員の娘のTwitterを通して漏洩していることが判明[56][57][58]。また今回この騒動を起こした従業員は過去に、来店した別の特定顧客の免許証の写しを無断で自宅に持ち帰っていたことも明らかになった[58][59][60]。

### 印紙税の納税漏れ
- 大阪国税局が行った税務調査で、同行が2009年9月までの約3年間に亘り、印紙税約2億5000万円の納付漏れを指摘されていたことが、2010年6月に発覚した。収入印紙が必要な書類約60万枚について印紙を張らなかった模様である。受取書への収入印紙の貼付は、印紙税法で義務付けられているが、事務上のミスで張り忘れていた。また、融資の案内文書などについても、同行は印紙税は不要と解釈していたが、同国税局は印紙税の対象になると指摘。りそなホールディングスは「事務のミスや認識の相違で、意図的なものではない」と主張している[61][62]。
- また同行は、2010年から2012年までの3年間についても、印紙税約7500万円分の納付漏れを同国税局から指摘されていたことが、2013年4月に判明している[63]。

## テレビ番組
- 日経スペシャル ガイアの夜明け りそな攻防200日 〜実質国有化で再生できるか〜（2003年12月9日、テレビ東京）[64]
- 日経スペシャル カンブリア宮殿 銀行の常識は世間の非常識だ! 元鉄道マンが挑む銀行革命（2009年12月7日、テレビ東京）[65]